# Siccia minima
Siccia minima là một loài bướm đêm thuộc phân họ Arctiinae, họ Erebidae.